# شارادا (هنرپیشه)
شارادا (انگلیسی: Sharada؛ زادهٔ ۱۲ ژوئن ۱۹۴۵) یک هنرپیشه، و سیاست‌مدار اهل هند است.
از فیلم هایی که او در آن بازی کرده می توان به مرد زندگی من، تله‌موش، سردار پاپارایودو، کارتیکا دیپام، قاضی چوداری، آدیماکال، من انتقام خواهم گرفت، انتخاب شخصی، باربر درجه ۱، غرور کاذب، هم‌روح، آتشفشان، خط آتش، حرمسرا و یوگی اشاره کرد.